# Halhatatlan (Hegylakó)
A halhatatlanok a Hegylakó című film és sorozat szereplői.

## Történetük
Születésükkor még olyan átlagemberek, mint bárki más, ám életük során egy halálos kimenetelű esemény után sebezhetetlen „szuperhősökké” váltak. Sohasem betegek, nem fogja őket sem lőfegyver, sem kard. Sérüléseik hihetetlen gyorsasággal begyógyulnak. Csak egy módon lehet őket megölni: ha a fejüket levágják a testükről, elveszik életerejüket. A halhatatlanok teljes titokban járják a világot. Több százan, sőt több ezren lehetnek. Még egymásról sem tudnak. Már a történelem kezdete óta léteznek. Évezredek óta játsszák a Játékot, várnak a nagy találkozásra, amikor egy kard villanása és egy fej legördülése elszabadítja az Őserő hatalmát. És végül „csak egy maradhat”.
A legidősebb számon tartott halhatatlan, aki még „ma” is él Methos, aki maga sem emlékszik pontosan mikor született. Első emléke, hogy i. e. 30. században ölte meg élete első halhatatlanját.

## Halhatatlanok
Az alábbi táblázat a filmben és a sorozatban szereplő halhatatlanok adatait tartalmazza.

### Connor MacLeod
| Születési hely     | Születési dátum | Halálozási hely | Halálozási dátum | Gyilkosa       | Megszemélyesítője   |
| ------------------ | --------------- | --------------- | ---------------- | -------------- | ------------------- |
| Glenfinnan, Skócia | 1518            | ismeretlen      | 2002             | Duncan MacLeod | Christopher Lambert |

### Kurgan
| Születési hely | Születési dátum | Halálozási hely | Halálozási dátum | Gyilkosa       | Megszemélyesítője |
| -------------- | --------------- | --------------- | ---------------- | -------------- | ----------------- |
| Oroszország    | Kr. e. 1005     | New York        | 1985             | Connor MacLeod | Clancy Brown      |

### Juan Sánchez Villa-Lobos Ramírez
| Születési hely | Születési dátum | Halálozási hely | Halálozási dátum | Gyilkosa | Megszemélyesítője |
| -------------- | --------------- | --------------- | ---------------- | -------- | ----------------- |
| Egyiptom       | Kr. e. 896      | Skócia          | 1542             | Kurgan   | Sean Connery      |

### Duncan MacLeod
| Születési hely     | Születési dátum | Halálozási hely | Halálozási dátum | Gyilkosa | Megszemélyesítője |
| ------------------ | --------------- | --------------- | ---------------- | -------- | ----------------- |
| Glenfinnan, Skócia | 1592            | még él          | még él           | -        | Adrian Paul       |

### Graham Ashe
| Születési hely       | Születési dátum | Halálozási hely  | Halálozási dátum | Gyilkosa    | Megszemélyesítője |
| -------------------- | --------------- | ---------------- | ---------------- | ----------- | ----------------- |
| Hellász, Görögország | Kr. e. 1200     | Firenze környéke | 1657             | Haresh Clay | Chris Humphreys   |

Születésének pontos helye és időpontja ismeretlen. Kr. e. 1184 körül vált halhatatlanná amikor elesett a trójai háborúban. Legendás kardforgatóként szerzett magának hírnevet és bejárta az egész ókori világot. Kr. e. 851-ben találkozott legnagyobb tanítványával Tak-Nevel, későbbi nevén Juan Ramírezzel. Miután elváltak útjaik Ashe többször bejárta a világot mígnem 1657-ben Itáliában Firenze környékén, amikor egy ifjú skót halhatatlannal, Duncan MacLeoddal, gyakorolt (aki történetesen Juan Ramírez tanítványának, Connor MacLeodnak a tanítványa volt), rátalált nagy ellenfele, a ghánai Haresh Clay és segédje, Carter Wellan. Clay könnyedén legyőzi a nála jóval idősebb, tapasztaltabb és híresebb Ashe-t. A görög származású spanyol halhatatlan végül könyörgött az életéért, ám az arab nem könyörült neki és lecsapta a fejét, ezzel véget vetve nagyjából 2857 éves életének. McLeod megmenekült és 1993-ban megbosszulta a legendás kardforgató halálát. Megölte Haresh Clayt.

### Methos
| Születési hely | Születési dátum | Halálozási hely | Halálozási dátum | Gyilkosa | Megszemélyesítője |
| -------------- | --------------- | --------------- | ---------------- | -------- | ----------------- |
| ismeretlen     | ismeretlen      | még él          | még él           | -        | Peter Wingfield   |

A legöregebb halhatatlanról nagyon keveset tudunk, azt is csak a saját elbeszéléseiből. Még ő maga sem tudja, hogy mikor és hol született. Első emléke, hogy Kr. e. 3000 környékén vette a fejét az első halhatatlannak. Ezután sajnálatos módon rákapott a vér ízére.
Kr. e. 1500-ban három „testvérével” a nála évezredekkel fiatalabb Kronosszal, Silasszal és Caspiannal együtt fosztogatták két kontinens földjét. Ma már csak úgy ismerik őket, mint a Négy Lovas. Ötszáz éves tombolásuk alatt rengeteg ártatlan nőt és gyermeket öltek meg. Kronos kioltotta az életét egy fiatal lánynak, Cassandrának, aki így halhatatlaná vált és Methos rabszolgája lett, ám később megszökött. Kr. e. 1000 környékén Methosnak elege lett az értelmetlen vérontásból, elhagyta társait és így véget vetett a Négy Lovas tombolásának.
Ezután évezredekig élt árnyékban. Tőle tudjuk hogy Kr. e. 1184-ben személyesen találkozott a Trójában Szép Helénával, Kr. e. 470 és 390 között Szókratész barátja volt, Kr. e. 372 és 289 között Kínában élt Konfuciusz tanítványával Menciusszal, ismerte Julius Caesart, Kleopátrát és Nérót. 93-ban Rómában látta a keresztényüldözés legkeményebb korát és a kegyetlen kivégzéseket. 1368-1644 Kínában élt a Ming-dinasztia birodalmában. 1808-ban Benjamin Adams néven orvos volt New Orleans-ban. 1900 körül a vadnyugatot járta Butch és a Sundance kölyök társaságában. 1960 és 1990 között a Rolling Stones együttessel turnézott.
A Figyelők sohasem tudtak a nyomára akadni. 1995-ben egy kegyetlen halhatatlan, Kalas elhatározta, hogy felkeresi a legidősebb halhatatlant, és a fejét véve olyan erőhöz jut, amivel legyőzheti Duncan MacLeodot. Hogy ezt megakadályozza, MacLeod is Methos nyomába eredt. Barátja, Joe Dawson elküldte egy Figyelőhöz, Adam Piersonhoz, aki egy személyben végzi a bujkáló Methos utáni kutatást. MacLeod a nyomokat követve rájön, hogy Pierson is halhatatlan, és nem más, mint kutatásának alanya, maga Methos. Ez tökéletes menedéket biztosított neki, mivel még a Figyelők sem keresték. Methos felajánlotta a fejét MacLeodnak, hogy az legyőzhesse Kalast, ám a skót nem fogadta el és csak nagy erőfeszítés árán tudta megölni a kegyetlen halhatatlant évekkel később. Ám a Methos legendát sok ember kihasználta. Egy titokzatos halhatatlan például évszázadokon keresztül járta a világot és az ötezer éves halhatatlan nevében hirdette a halhatatlanoknak, hogy tegyék le a fegyvert és éljenek békében, ám tanítványait ezzel csak a halálba kergette. Végül az ál-Methos is annyira elhitte, hogy a halhatatlanok békében élhetnek, hogy bizonyosságul felajánlotta a fejét William Culbraithnek, egy volt vadnyugati ezredesnek, aki kapva-kapott az alkalmon, és megölte őt. Bosszúból az ál-Methos egyik frissen „megtért” tanítványa, Richie Ryan a fejét vette mestere gyilkosának. Methos (az igazi) MacLeod jó barátja lett, ám a skótnak és barátainak rá kellett döbbennie, hogy Methos nem az a tipikus bölcs öreg halhatatlan, akinek hitték, inkább viselkedik egyszerű emberként, de ha szükség van rá, kész kardot rántani barátai védelmében.

### Richie Ryan
| Születési hely | Születési dátum | Halálozási hely | Halálozási dátum | Gyilkosa       | Megszemélyesítője |
| -------------- | --------------- | --------------- | ---------------- | -------------- | ----------------- |
| Seacouver, USA | 1974            | New York        | 1996             | Duncan MacLeod | Stan Kirsch       |

Az egyesült államokbeli Seacouverben született 1974-ben. Gyerekkorát árvaházban és nevelőszülőknél töltötte. Miután nagykorú lett egyedül járta az utcákat és lopásból tartotta fenn magát. Így keveredett New Yorkba, ahol éppen egy régiségkereskedést akart kirabolni, amikor a tulajdonos rajtakapta. A férfi, egy bizonyos Duncan MacLeod, eleinte át akarta adni a rendőrségnek, ám később menyasszonya, Tessa Noel hatására megenyhült és befogadta a fiút. Később annyira összebarátkoztak hogy McLeod elmondta a fiúnak, hogy halhatatlan és mindent ami ezzel jár. Richie ekkor még nem tudta, de nem sokkal később egy rablógyilkosság következtében ő is halhatatlanná vált. A támadásban Tessa életét vesztette. MacLeod, barátaira hallgatva azzal próbálta elterelni a gondolatait a nőről, hogy elkezdte tanítani Richie-t, hogyan legyen életképes halhatatlan. A két férfi között olyan szoros barátság szövődött, hogy sokáig nem hagyták el egymást. Együtt költöztek át Párizsba, ahol MacLeodnak volt egy lakóhajója a Szajnán. Miután MacLeod kiheverte a történteket visszaköltöztek New Yorkba, ahol a skót vett magának egy edzőtermet. Mester és tanítványa sorra győzték le a halhatatlanokat, ám egy napon MacLeod bekattant és barátai életét megóvandó visszamenekült Párizsba. Ám Richie és Joe Dawson, MacLeod öreg barátja, követték őt és visszavezették régi életéhez. Ám a tragédia nem váratott magára. MacLeodot egy gonosz szellem szemelte ki magának, mivel a skót volt az az állítólagos megmentő harcos, aki képes őt legyőzni. A halhatatlan és a szellem küzdelmének, véletlenül Richie is áldozatul esett, mivel ellenfele bűbája miatt MacLeod egyik nagy ellenfelét, Kronoszt látta helyette és a fejét vette. A férfi mikor ráeszmélt tettére depresszióba süllyedt. Fél évet töltött Tibetben meditációval, majd visszatért Párizsba és leszámolt a gonosz szellemmel. Ezzel megbosszulta tanítványa halálát.
Richie sírjára ezt írták:
RICHIE RYAN
ÉLT 23 ÉVET
JÓ BARÁT VOLT

### Haresh Clay
| Születési hely | Születési dátum | Halálozási hely | Halálozási dátum | Gyilkosa       | Megszemélyesítője |
| -------------- | --------------- | --------------- | ---------------- | -------------- | ----------------- |
| Kumbi, Ghána   | 801             | New York        | 1996             | Duncan MacLeod | Réal Andrews      |

801-ben született a ghánai Kumbiban. Életéről kevés tudható. 1100 körül maga mellé vette az angol Carter Wellant, aki hű társa és fegyverhordozója lett. Együtt járták a világot. Valamikor a XVII. században találkoztak a legendás kardforgatóval, Graham Ashsel, akinek Clay a fejét vette, majd gúnyolódni kezdett a szent földre menekülő Duncan MacLeodon, aki bosszút esküdött ellene, és 1995-ben miután kihívta tanítványát, Richie Ryant, Wellan meggyilkolásáért, a skót állt ki ellene a fejét véve véget vetve a ghánai 1194 éves életének.

### Carter Wellan
| Születési hely   | Születési dátum | Halálozási hely | Halálozási dátum | Gyilkosa    | Megszemélyesítője    |
| ---------------- | --------------- | --------------- | ---------------- | ----------- | -------------------- |
| Kingston, Anglia | 1052            | New York        | 1996             | Richie Ryan | Chris William Martin |

1052-ben született az angliai Kingstonban. Életéről kevés tudható. 1100 körül ismerkedett meg későbbi mesterével, Haresh Clayjel, akinek hűséges társa és fegyverhordozója lett. Vele volt akkor is amikor a ghániai, valamikor a 17. században megölte a legendás kardforgatót, Graham Asht. Wellant – a mestere hirtelen távozása miatt feldúlt állapotban lévő – Richie Ryan fejezte le, miután egy bárban belekötött és kiprovokálta a kihívást. Ezzel véget vetett a férfi 943 éves életének. Haresh Clay bosszút esküdött Ryan ellen, ám a Graham Ash megölésekor súlyosan megsértett Duncan MacLeod, Richie mestere, magára vállalta a harcot a kitűnő harcos ellen és legyőzte őt.

### Kronos
| Születési hely | Születési dátum | Halálozási hely | Halálozási dátum | Gyilkosa       | Megszemélyesítője |
| -------------- | --------------- | --------------- | ---------------- | -------------- | ----------------- |
| ismeretlen     | Kr. e. 2000     | Párizs          | 1996             | Duncan MacLeod | Valentine Pelka   |

Két testvérével, Silasszal és Caspiannal Kr. e. 2000 környékén születtek. Életük első ötszáz éve ismeretlen, ám az tudható, hogy Kr. e. 1500 környékén Methosszal együtt létrehozták a Négy Lovas csoportot és két kontinenst végigdúltak. Ötszáz évvel később Methosnak elege lett az értelmetlen vérontásból és elhagyta "testvéreit". Ezután a Négy Lovas feloszlott.
Legközelebb 1800-as években tűnik fel, amikor a gonosz halhatatlan találkozik Duncan MacLeoddal. A Négy Lovas egykori vezére ekkor a Melvin Koren nevet viseli.
Az 1990-es években Kronos a testvéreit kutatja, hogy egy vírussal térdre kényszerítsék az emberiséget és elhozzák az Apokalipszist. Ám a skót ezt megakadályozza, de nem tudja megölni, mert Methos nem biztos a párbaj kimenetelében, ezért nem kockáztat. Nem sokkal később a Négy Lovas bandája ismét összeáll, ám MacLeodnak végül sikerült rávennie Methost, hogy inkább a jó oldalt válassza. A másik hármat együtt győzik le (Kronost MacLeod).

### Caspian
| Születési hely | Születési dátum | Halálozási hely | Halálozási dátum | Gyilkosa       | Megszemélyesítője |
| -------------- | --------------- | --------------- | ---------------- | -------------- | ----------------- |
| ismeretlen     | Kr. e. 2000     | Párizs          | 1996             | Duncan MacLeod | Marcus Testory    |

Két testvérével, Kronosszal és Silasszal Kr. e. 2000 tájékán születtek. Életük első ötszáz éve ismeretlen, ám az tudható, hogy Kr. e. 1500 környékén Methosszal együtt létrehozták a Négy Lovas csoportot és két kontinenst végigdúltak. Ötszáz évvel később Methosnak elege lett az értelmetlen vérontásból és elhagyta "testvéreit". Ezután a Négy Lovas feloszlott.
Az 1990-es években Kronos felkeresi testvéreit és ismét összeáll a Négy Lovas. Caspian ekkor az  Evan Caspari nevet használja. Duncan MacLeod ráveszi Methost, hogy ne szolgálja a gonosz erőket és együtt legyőzik a megmaradt három lovast.

### Silas
| Születési hely | Születési dátum | Halálozási hely | Halálozási dátum | Gyilkosa | Megszemélyesítője |
| -------------- | --------------- | --------------- | ---------------- | -------- | ----------------- |
| ismeretlen     | Kr. e. 2000     | Párizs          | 1996             | Methos   | Richard Ridings   |

Két testvérével, Kronosszal és Caspiannal Kr. e. 2000 tájékán születtek. Életük első ötszáz éve ismeretlen, ám az tudható, hogy Kr. e. 1500 környékén Methosszal együtt létrehozták a Négy Lovas csoportot és két kontinenst végigdúltak. Ötszáz évvel később Methosnak elege lett az értelmetlen vérontásból és elhagyta "testvéreit". Ezután a Négy Lovas feloszlott. Mind a négyen külön utat jártak.
1000 tájékán Ukrajna erdőségeit járta. Ezután csak az 1990-es években került elő, amikor Kronos felkeresi testvéreit és ismét összeáll a Négy Lovas. Ám Duncan MacLeod ráveszi Methost, hogy ne szolgálja a gonosz erőket és együtt legyőzik a megmaradt három lovast. Silast pont Methos öli meg.

### Cassandra
| Születési hely | Születési dátum | Halálozási hely | Halálozási dátum | Gyilkosa | Megszemélyesítője |
| -------------- | --------------- | --------------- | ---------------- | -------- | ----------------- |
| Arábia         | Kr. e. 1000     | még él          | még él           | -        | Tracy Scoggins    |

Kr. e. 1000-ben született Arábiában. Fiatalkorában a Négy Lovas felégeti a faluját. Őt Kronos megöli és amikor halhatatlanná válik másikuk (Methos) rabszolgája lesz, akitől megszökik. Sokáig nem tudi róla, egészen addig, amikor 1513 és 1518 között valamikor a skóciai Donan erdőbe költözik. Majdnem száz évvel később, 1606-ban a házába viteti az erdőben kószáló Duncan MacLeodot, aki akkor még csak tizenkét éves. Pár napig magánál tartja, hogy megmeneküljön Cassandra áruló tanítványa, Roland Kantos elől, akinek a skót az 1990-es években a fejét veszi. Cassandrának akkor is nyoma vész, miután hazaküldi MacLeodot. Ám azután megint feltűnik, amikor is tudtára hozza a Hegylakónak, hogy a Négy Lovas hamarosan ismét összeáll. MacLeod leszámol a négy lovasból kettővel, a negyediket, Silast, Methos, aki időközben a skót barátja lett, öli meg. Cassandrának ismét nyoma vész.

### Kanwulf
| Születési hely         | Születési dátum | Halálozási hely | Halálozási dátum | Gyilkosa       | Megszemélyesítője |
| ---------------------- | --------------- | --------------- | ---------------- | -------------- | ----------------- |
| Halfrs Fjord, Norvégia | 802             | Skócia          | 1996             | Duncan MacLeod | Carsten Norgaard  |

802-ben született a norvégiai Halfrs Fjordban. 1622-ben csatlósaival lemészárolta a MacLeod-klán nagy részét. Megölte a klán vezérét, Ian MacLeodot is, ezért annak fia, a frissen halhatatlanná vált Duncan MacLeod, a nyomába eredt. Amikor megtalálta, legyilkolta a társait és őt magát is legyőzte párbajban. Ám MacLeod még nem volt tisztában a halhatatlanok elleni harc szabályaival és nem vette ellenfele fejét. „Élve” temette el, ám bárdját magával vitte. Kanwulf feltámadt és keresni kezdte a bárdját. Évszázadokig nem tudunk róla semmit míg végül az 1990-es években a MacLeod-klán lakhelye körüli sírokat titokzatos módon feldúlják. Duncan MacLeod hazatér és rájön, hogy az elkövető nem más, mint a helyi pap, aki valójában a lelke mélyén még mindig pogány Kanwulf. Hosszú macska-egér játék után MacLeod kénytelen átadni ellenfelének a bárdját. A párbajban MacLeod győz és ezúttal már fejét veszi a vikingnek.

### Darius
| Születési hely | Születési dátum | Halálozási hely       | Halálozási dátum | Gyilkosa     | Megszemélyesítője |
| -------------- | --------------- | --------------------- | ---------------- | ------------ | ----------------- |
| Kaukázus       | 50              | Párizs, Franciaország | 1993. május 30.  | James Horton | Werner Stocker    |

### Hugh Fitzcairn
| Születési hely | Születési dátum | Halálozási hely       | Halálozási dátum  | Gyilkosa | Megszemélyesítője |
| -------------- | --------------- | --------------------- | ----------------- | -------- | ----------------- |
| Sussex, Anglia | 1190            | Párizs, Franciaország | 1995. február 27. | Kalas    | Roger Daltrey     |

### Carl Robinson
| Születési hely | Születési dátum | Halálozási hely | Halálozási dátum | Gyilkosa | Megszemélyesítője |
| -------------- | --------------- | --------------- | ---------------- | -------- | ----------------- |
| Lousiana, USA  | 1824            | még él          | még él           | -        | Bruce A. Young    |

### Rebecca Horne
| Születési hely       | Születési dátum | Halálozási hely       | Halálozási dátum | Gyilkosa | Megszemélyesítője    |
| -------------------- | --------------- | --------------------- | ---------------- | -------- | -------------------- |
| Hellász, Görögország | Kr. e. 1200     | Párizs, Franciaország | kb. 1995         | Luther   | Nadia Cameron-Blakey |

### Zoltan Laszlo
| Születési hely | Születési dátum | Halálozási hely | Halálozási dátum | Gyilkosa         | Megszemélyesítője |
| -------------- | --------------- | --------------- | ---------------- | ---------------- | ----------------- |
| Brassó, Erdély | 1605            | ismeretlen      | 1948             | Alicia MacKenzie | Mark Acheson      |

### Kenneth
| Születési hely   | Születési dátum | Halálozási hely | Halálozási dátum | Gyilkosa | Megszemélyesítője |
| ---------------- | --------------- | --------------- | ---------------- | -------- | ----------------- |
| Hastings, Anglia | 1172            | még él          | még él           | -        | Myles Ferguson    |

### Kalas
| Születési hely | Születési dátum | Halálozási hely                      | Halálozási dátum | Gyilkosa       | Megszemélyesítője |
| -------------- | --------------- | ------------------------------------ | ---------------- | -------------- | ----------------- |
| Róma           | 369             | Eiffel-torony, Párizs, Franciaország | 1997             | Duncan MacLeod | David Robb        |

### Reagan Cole
| Születési hely | Születési dátum | Halálozási hely | Halálozási dátum | Gyilkosa | Megszemélyesítője |
| -------------- | --------------- | --------------- | ---------------- | -------- | ----------------- |
| Svájc          | 1504            | még él          | még él           | -        | Sandra Hess       |

### Terence Kincaid
| Születési hely     | Születési dátum | Halálozási hely | Halálozási dátum | Gyilkosa       | Megszemélyesítője |
| ------------------ | --------------- | --------------- | ---------------- | -------------- | ----------------- |
| Fishbourne, Anglia | 1546            | Seacouver       | 1995             | Duncan MacLeod | Mike Preston      |

## Fordítás
- Ez a szócikk részben vagy egészben  az   Immortal (Highlander) című angol Wikipédia-szócikk fordításán alapul.  Az eredeti cikk szerkesztőit annak laptörténete sorolja fel. Ez a jelzés csupán a megfogalmazás eredetét és a szerzői jogokat jelzi, nem szolgál a cikkben szereplő információk forrásmegjelöléseként.